# Vintilă Brătianu
Vintilă Brătianu (Bucareste, 16 de setembro de 1867 — Bucareste, 22 de dezembro de 1930), foi um político romeno que ocupou o cargo de primeiro-ministro entre 24 de novembro de 1927 e 2 de novembro de 1928.
Vintilă e seus irmãos Ion e Dinu foram os líderes do Partido Liberal Nacional da Romênia.
Foi um consultor em negócios internacionais para o governo liberal liderado por seu irmão Ion. Durante a Primeira Guerra Mundial, foi Ministro para Munições e depois da guerra serviu no gabinete por seis anos, começando em 1922 como Ministro das Finanças.
Depois da morte de seu irmão Ion, assegurou o cargo de primeiro-ministro da Romênia até ser forçado a renunciar em 1928 para permitir o funcionamento do novo governo do Partido Nacional dos Camponeses, de Iuliu Maniu.